# Połonne (stacja kolejowa)
Połonne (ukr. Полонне) – stacja kolejowa w miejscowości Połonne, w rejonie szepetowskim, w obwodzie chmielnickim, na Ukrainie. Położona jest na linii Koziatyn – Berdyczów – Szepetówka.
Stacja powstała w XIX w. na drodze żelaznej brzesko-kijowskiej pomiędzy stacją Chrolin i przystankiem Miropol.